# Гуха, Рамачандра
Ра́мачандра Гуха́ (хинди रामचंद्र गुहा, род. 29 апреля 1958 года) — индийский писатель
 и историк, специализирующийся на истории общества, политики, экологии и крикета. Он также ведёт колонку, которая публикуется на шести языках, в журнале с аудиторией в 20 млн человек. Его книги и эссе печатаются более чем на двадцати языках. The New York Times назвала его «возможно лучшим среди индийских нон-фикшн писателей», а журнал Time — «выдающимся летописцем индийской демократии». В настоящее время проживает в Бангалоре.

## Ранние годы и образование
Родился 29 апреля 1958 года в Дехрадуне. Его отец, Рам Дас Гуха, был директором научно-исследовательского института лесного хозяйства. Рамачандра учился в школе Дун для мальчиков, где он был редактором школьного еженедельника. В 1977 году он выпустился из колледжа Св. Стефана в Дели и получил степень бакалавра экономики. Своё образование он продолжил в Школе Экономики Дели, где ему присудили степень магистра. Затем он поступил в Индийский институт менеджмента в Калькутте, в котором изучал социальную историю лесного хозяйства в Уттаракханде, особенно он интересовался движением Чипко. Позже его исследования были опубликованы в книге «Беспокойные леса» (англ. Unquiet Woods, 1989).

## Карьера преподавателя
Рамачандра преподавал в университетах Йеля и Стэнфорда, был председателем Arné Naess в университете Осло, а также приглашенным профессором Индо-Американского сообщества в университете Калифорнии. В 2011—2012 годах он был профессором истории и международных отношений в Лондонской школе экономики.

## Книги
- The Unquiet Woods. — University of California Press, 1989. — новаторская работа по истории окружающей среды;
- A Corner of a Foreign Field. — Picador, 2002. — социальная история крикета;
- India after Gandhi. — Macmillan/Ecco Press, 2007. — книга года по версии The Economist, Washington Post, Wall Street Journal, San Francisco Chronicle, Time Out, Outlook, а также книга десятилетия по версии The Times of India, The Times of London и The Hindu;
- Gandhi Before India. — Knopf, 2014. — книга года по версии the New York Times.

## Награды и номинации
- Leopold-Hidy Prize Американского Сообщества Истории Экологии
- Daily Telegraph/Cricket Society prize
- Malcolm Adideshiah Award за выдающиеся достижения в области социальных наук
- Ramnath Goenka Prize за выдающиеся достижения в журналистике
- R. K. Narayan Prize
- В 2009 награждён третьей по высоте гражданской наградой Индии — Падма Бхушан[2][3]
- В 2008 и в 2013 Prospect magazine назвал Гуха одним из самых влиятельных интеллектуалов
- В 2011 получил премию Литературной академии Индии за лучшую книгу на английском языке (India After Gandhi)[4]
- В 2014 году он был награждён почетной степенью доктора гуманитарных наук Йельского университета[1]
- Азиатская премия культуры Фукуока (2015)